# Saison 3 de Foundation
Chronologie
Saison 2
Cet article présente le guide des épisodes de la troisième de la série télévisée américaine Foundation

## Synopsis
152 ans après la fin de la Deuxième Crise Seldon, Le Mulet apparait sur la planète Kalgan et en prend le contrôle après avoir pénétré l'esprit du gouverneur planétaire et de sa garde personnelle pour les forcer au suicide, lançant ainsi sa campagne visant à conquérir toute la Voie Lactée. Alors que la Fondation installée sur Néo-Terminus a désormais pris le contrôle de plusieurs centaines de planètes des spires extérieures, Gaal Dornick sort de son cryo-sommeil sur la planète Ignis, peuplée d'êtres humains aux capacités mentales exceptionnelles (les Mentalistes) et dont elle a fait avec Hari Seldon la « Seconde Fondation ». Gaal Dornick s'apprête à entrer dans la lutte avec le Mulet, disposant d'un allié de poids : Frère à l'Aube, sur le point de monter sur le trône impérial et de devenir Frère au Jour.

## Généralités
- Ces nouveaux épisodes se basent sur les livres du cycle du même nom, œuvre d'Isaac Asimov.
- Les acteurs principaux reprennent leurs rôles pour cette nouvelle saison[1].
- Trois des personnages principaux de la saga d'Asimov ont été féminisés pour la série : Gaal Dornick, Salvor Hardin et Eto Demerzel[2]. De même la dynastie génétique des Cléons n'existe que dans la série, ainsi les clones de Cléon Ier, Frère au Grand Jour, Frère au Soir et Frère à l'Aurore sont des personnages originaux créés pour la série qui permettent de diviser le rôle de l'empereur en trois et de donner une certaine continuité au programme[3],[4].
- Des personnages de la saga asimovienne tels Magnifico Giganticus, Le Mulet, Ebling Mis, Preem Palver et Han Pritcher  sont introduits dans cette saison[1].
- Les personnages de Bayta Darell et de son mari Toran Darell deviennent Bayta et Toran Mallow dans la série, Toran étant présenté comme le descendant de Hober Mallow.

## Distribution
Le 1er février 2022, Apple TV+ dévoile un premier aperçu de la seconde saison revenant de nouveaux acteurs et leurs rôles, cependant leurs importances reste à définir, les noms français des personnages ne sont pas connus.

### Acteurs principaux
- Jared Harris (VF : Yann Guillemot) : Hari Seldon, psychohistorien
- Lee Pace (VF : Anatole de Bodinat) : Frère au Grand Jour, Empereur de la Galaxie
- Lou Llobell (VF : Léopoldine Serre) : Gaal Dornick, narratrice de la série
- Laura Birn (VF : Marie Diot) : Eto Demerzel, conseillère de l'Empereur
- Terrence Mann (VF : Philippe Catoire) : Frère au Soir/Frère à la Nuit (empereur âgé/mourant)/Cléon Ier
- Cassian Bilton (VF : Gabriel Bismuth-Bienaimé) : Frère à l'Aurore (empereur adolescent)

### Acteurs récurrents
- Pilou Asbæk : le Mulet, un puissant Mentaliste qui cherche à conquérir toute la Voie Lactée
- Cherry Jones : ambassadrice Quent, représentante diplomatique de la Fondation auprès de l'Empire
- Brandon P. Bell (en) : Capitaine Han Pritcher, agent secret de la Fondation et amant de Gaal Dornick
- Yootha Wong-Loi-Sing : Song, amante de Frère au Grand Jour
- Alexander Siddig : Dr. Ebling Mis, psychohistorien autodidacte et fan inconditionnel de Hari Seldon
- Synnøve Karlsen : Bayta Mallow, épouse de Toran
- Cody Fern : Toran Mallow, neveu de Randu Mallow
- Darren Pettie : Randu Mallow, chef de l'Alliance des Marchands
- Troy Kotsur : Preem Palver, Premier Orateur de la seconde Fondation
- Leo Bill : Maire Trenton Indbur III, gouverneur de la Fondation
- Tómas Lemarquis : Magnifico Giganticus, « ménestrel » du Mulet
- Ibraheem Toure : Commandant Mavon, Premier Custodien de la garde impériale de Trantor

## Épisodes
| no | Titre français                      | Titre original                   | Réalisé par          | Écrit par                            | Durée  | Date de sortie  |
| --- | ----------------------------------- | -------------------------------- | -------------------- | ------------------------------------ | ------ | --------------- |
| 1 | Un chant pour la fin de tout        | A Song for the End of Everything | David S. Goyer       | David S. Goyer et Jane Espenson      | 0 h 51 | 11 juillet 2025 |
| 152 ans après la Seconde Crise Seldon, l’Empire a abandonné le contrôle de la Périphérie extérieure, et la Fondation a pris le contôle de plus de 800 planètes. Le Mulet, un puissant Mentaliste, utilise le contrôle mental pour s’emparer de la planète indépendante Kalgan. Frère à l'Aurore et Demerzel rencontrent le Conseil Galactique avec un plan visant à affaiblir la Fondation en fournissant secrètement des armes à l'Alliance des Marchands, une faction rebelle de commerçants mécontents au sein de la Fondation. Alors qu’il reste dix jours avant l’Ascension d’Aurore au rang de Jour, Frère au Soir médite sur son immolation imminente, et Jour continue de négliger ses responsabilités au profit d’un mode de vie hédoniste. Une nouvelle chronologie apparaît dans le Premier Radiant, ce que Demerzel comprend comme une menace inévitable : les modèles psychohistoriques de Seldon échoueront dans quatre mois, et cette échéance pourrait marquer l'écoulement de l'Empire, voire la fin de l'humanité. le capitaine Han Pritcher, agent secret de la Fondation, et sa partenaire Séphone tentent de recueillir des preuves que l’Empire aide les Marchands. Ils échouent, mais Pritcher est convaincu que le véritable danger pour la Fondation vient du Mulet, et non des Marchands. Le maire Indbur de Néo-Terminus rejette son plan d’enquêter sur le Mulet, mais Pritcher vole le vaisseau d’Indbur et part tout de même pour Kalgan. Gaal Dornick sort de son cryo-sommeil, consciente qu’une confrontation avec le Mulet est imminente. |                                     |                                  |                      |                                      |        |                 |
| 2 | Complication des les calculs        | Shadows in the Math              | Tim Southam          | Leigh Dana Jackson & Caitlin Parrish | 0 h 47 | 18 juillet 2025 |
| Sur Ignis, Hari et Gaal se réveillent de leur cryo-sommeil. Conscients de l’ampleur de leur tâche — former les Mentalistes à temps pour la Troisième Crise —, Hari choisit de rester éveillé tandis que Gaal retourne dormir. Lors de son prochain réveil, Preem Palver est désormais le dirigeant (« Premier Orateur ») de la Seconde Fondation. La vie de Hari s'achève, il disparaît emmené par une femme mystérieuse prenant la forme de la mathématicienne Kallé. Sur Trantor, Frère au Soir plaide, d’abord auprès de Demerzel, puis auprès de Frère au Jour, pour que son immolation soit retardée face aux menaces imminentes qui pèsent sur l’Empire. Mais Jour, fidèle à son mode de vie nihiliste, refuse d’assister à l’Accession de Frère à l'Aurore. Aurore et Soir rencontrent l’ambassadrice Quent de la Fondation. Sur Kalgan, les jeunes mariés Toran et Bayta Mallow mènent une vie hédoniste. Ailleurs sur la planète, le Mulet continue de démontrer ses extraordinaires pouvoirs de persuasion auprès de la caste militaire. En secret, Frère au Soir commande la construction d’une nouvelle superarme secrète. Pendant ce temps, Frère à l'Aurore cache lui aussi un secret : une communication privée avec Gaal Dornick, pour discuter de la menace que représente le Mulet. |                                     |                                  |                      |                                      |        |                 |
| 3 | Quand un livre vous choisit         | When a Book Finds You            | Tim Southam          | Eric Carrasco & Greg Goetz           | 0 h 49 | 25 juillet 2025 |
| On découvre les origines de l’intérêt de Frère à l'Aube pour la psychohistoire, lors de sa première rencontre, des années auparavant, avec une projection de Gaal Dornick. Dans le présent, Gaal demande à Aube d'ordonner un blocus de la planète Kalgan afin de contenir le Mulet et d'empêcher son ascension. Le capitaine Pritcher de la Fondation utilise Toran Mallow et Bayta pour infiltrer une somptueuse réception organisée par le Mulet, mais il prend rapidement la fuite, le cerveau sévèrement embrumé par un mal mystérieux. Après avoir offensé le Mulet lors de la fête, Toran et Bayta s’enfuient avec Magnifico Giganticus, le menestreldu Mulet qui le maltraite. Le Mulet lance alors des représailles contre ceux qui ont permis leur fuite. Sur Trantor, craignant la fin imminente de l’Histoire, Frère au Jour cherche l’aide de la Garnison impériale pour quitter la planète en secret. Empêché par ses frères d’agir plus fermement contre Kalgan, Frère à l'Aurore ne peut ordonner que la poursuite de la surveillance. Demerzel écarte Song, la compagne de Jour, après que celui-ci lui a révélé avoir découvert la véritable nature de Demerzel. |                                     |                                  |                      |                                      |        |                 |
| 4 | Le poids de son regard              | The Stress of Her Regard         | Roxann Dawson        | Jane Espenson & David Kob            | 0 h 47 | 1er août 2025   |
| Demerzel avoue à la prêtresse Zéphyr Varellis que, trois siècles plus tôt, c’est elle qui a orchestré l'attentat meurtrier contre l'ascenseur orbital qui a fait des millions de victimes, en accusant faussement les ressortissants des planètes Thespis et Anacréon afin d’éviter que l'empereur Cléon fasse exécuter Hari Seldon, estimant que la création de la Fondation représentait la meilleure chance pour permettre à l’Empire de perdurer Han Pritcher retrouve son amante Gaal sur Ignis. Avec l’aide de Preem Palver, Pritcher révèle que le Mulet a « lu » son esprit, mais bien qu’il connaisse l’existence de Gaal et de la Seconde Fondation, il ignore leur localisation. Tourmentée par ses visions, Gaal presse Pritcher de convaincre la Première Fondation de soutenir une guerre contre le Mulet, à l’approche de la troisième Crise Seldon, dont le déclenchement est attendu dans seulement 72 heures. Ebling Mis informe le maire Indbur de Néo-Terminus et l’ambassadrice Quent de ses échanges avec Hari Seldon, révélant que le Premier Radiant original est conservé par la dynastie Cléon. Quent et Frère au Soir explorent ensemble le Premier Radiant. Frère au Jour cherche à obtenir des informations de Cléon I sur son rôle dans la répression du culte héréditaire robotique de Mycogen, en l’an 26. Demerzel lui parle alors du lien qui unit tous les robots. Frère à l'Aurore rencontre Gaal en personne, mais ils sont suivis et prennent la fuite ensemble à bord du vaisseau de Gaal, le Mendiant. Mettant à exécution son plan avec un des officiers de la garde, Frère au Jour s’échappe du palais avec son aide, puis le tue, lui transférant ses « nanites » pour que son cadavre soir repéré comme celui de Cléon. Ce dernier s'enfuit alors dans les profondeurs de Trantor, en direction de la mystérieuse Mycogène. |                                     |                                  |                      |                                      |        |                 |
| 5 | Là où les tyrans passent l'éternité | Where Tyrants Spend Eternity     | Christopher J. Byrne | Caitlin Parrish & Leigh Dana Jackson | 0 h 45 | 8 août 2025     |
| Frère au Jour disparaît dans le qurtier de Mycogène. Demerzel examine le corps du commandant Mavon et en déduit que Jour s’est échappé. Sur Nouveau-Terminus, le capitaine Pritcher est réprimandé par le maire Indbur pour sa rencontre avec le Mulet, puis est emprisonné. Le vaisseau de Toran Mallow, endommagé par les tirs du Mulet, retourne sur la planète Haven, où il s’écrase, pris pour cible par les défenses planétaires. Gaal et Frère à l'Aurore se rendent à la Station Clarion, où Aurore fait chanter le préfet du secteur où est situé Kalgan, Vynod Tarisk, afin d’influencer les votes du conseil galactique pour le blocus impérial de la planète. Mallow et ses compagnons sont secourus par son oncle Randu. Bayta et Randu discutent des effets de la musique de Magnifico et du rôle qu’elle pourrait jouer pour permettre à la faction des Commerçants de prendre le contrôle de la Fondation. L’armada impériale commence le blocus Kalgan, mais le Mulet a déjà quitté la planète. Il libère alors la puissance de l’étoile de Kalgan pour pulvériser la planète et l’armada. Aurore force Gaal à admettre qu’il a été piégé : l’échec du blocus visait à précipiter la fin de l’Empire pour restaurer la chronologie prévue par la psychohistoire. Aurore envoie un message à Frère au Soir avant d’être attaqué par un Tarisk vengeur, qui l’éjecte dans l’espace par le sas. Au même moment, Demerzel apparait à bord du vaisseau de Gaal et lui fait face. |                                     |                                  |                      |                                      |        |                 |